# احمد آریائی‌نژاد
احمد آریائی‌نژاد نمایندهٔ دورهٔ نهم و  دوازدهم مجلس شورای اسلامی است. در دوره نهم مجلس، دبیر دوم کمیسیون بهداشت و درمان مجلس شورای اسلامی از حوزهٔ انتخابیهٔ ملایر در استان همدان بوده است.